# Nani Juwara
Nani Juwara ist ein gambischer Manager. Seit März 2024 ist er Minister für Erdöl und Energie in der Regierung Gambias.

## Werdegang
Juwara hat an der Saint Mary’s University Halifax einen Bachelor und an der Syddansk Universitet in Dänemark einen Master of Business Administration erworben.
Er war fast 30 Jahre für die gambische National Water and Electricity Company (NAWEC) tätig, zuletzt (seit Juli 2020) als Geschäftsführer. Am 15. März ernannte ihn Präsident Adama Barrows zum Minister für Erdöl und Energie. Er ist der Nachfolger von Abdoulie Jobe, der zum Minister für Tourismus und Kultur ernannt wurde.